# Giuseppe Merisi
José Merisi (Treviglio, 25 de setembro 1938) é um bispo católico italiano, emérito da Diocese de Lodi

## Biografia
Nascido em Treviglio, província de Bérgamo, na mesma região do pintor Caravaggio. Por isso, muitos dizem que Dom Giuseppe poderia ser da mesma família do pintor.
Consagrado bispo-auxiliar de Milão para as mãos do cardeal Carlo Maria Martini em 4 de novembro  de 1995, ficou na arquidiocese por dez anos (1995-2005).
Ingressou na catedral como novo bispo de Lodi no dia 14 de dezembro de 2005, depois da renúncia de Dom Tiago Capuzzi por limite de idade. Ele renunciou por limite de idade em 26 de agosto de 2014.

## Lema e brasão
Vos autem amicos dixi